# Danny da Costa
Danny Vieira da Costa (* 13. Juli 1993 in Neuss) ist ein deutsch-angolanischer Fußballspieler. Der rechte Verteidiger und ehemalige deutsche Juniorennationalspieler steht beim Bundesligisten 1. FSV Mainz 05 unter Vertrag.

## Karriere

### Vereine

#### Bis 2012: Anfänge in Leverkusen
Da Costa wechselte im Juli 2001 von Winfriedia Mülheim in die Jugendabteilung von Bayer 04 Leverkusen. Mit der U17 der Werkself stand er Ende Juni 2010 im Finale der B-Junioren-Bundesliga, verlor das Spiel jedoch mit 0:1 gegen Eintracht Frankfurt. Anschließend rückte da Costa in die A-Jugend des Clubs auf. Obwohl er in der Saison 2010/11 noch mit der U19 in der A-Junioren-Bundesliga West spielte, gab er am 16. Dezember 2010 als rechter Außenverteidiger beim 1:1 im Europa-League-Spiel gegen Atlético Madrid sein Debüt in der Profimannschaft von Bayer 04 Leverkusen; er wurde darin zu Beginn der zweiten Halbzeit für Gonzalo Castro eingewechselt. Am 24. Februar 2011 kam er auch beim 2:0-Heimsieg gegen Metalist Charkiw im Sechzehntelfinal-Rückspiel des Wettbewerbs zum Einsatz. Sein Bundesligadebüt absolvierte da Costa am 24. September des Jahres bei der 0:3-Niederlage gegen den FC Bayern München und spielte bis Saisonende sechsmal in der Liga. Am 14. Februar 2012 kam da Costa bei der 1:3-Heimniederlage im Achtelfinal-Hinspiel gegen den FC Barcelona erstmals in der Champions League zum Einsatz.

#### 2012–2017: Vier Jahre in Ingolstadt und Rückkehr nach Leverkusen
Zur Saison 2012/13 wechselte da Costa auf Leihbasis für zwei Spielzeiten zum Zweitligisten FC Ingolstadt 04. In dieser Zeit kam er als Stammspieler in 54 Ligaspielen zum Einsatz. Nach Ende der Leihe verpflichtete ihn der FC Ingolstadt fest und da Costa unterschrieb einen bis zum 30. Juni 2017 gültigen Vertrag, wobei sich Leverkusen eine Rückkaufoption ein Jahr vor Vertragsablauf sicherte. In der Saison 2014/15 stand er in den ersten 11 Ligaspielen jeweils die volle Spielzeit auf dem Platz. Am 31. Oktober 2014, dem 12. Spieltag, zog sich da Costa beim Spiel gegen Fortuna Düsseldorf einen offenen Schienbeinbruch zu und fiel über neun Monate aus. Am Saisonende stieg er mit Ingolstadt als Zweitligameister in die Bundesliga auf. In der neuen Saison gab da Costa am 9. August 2015 im DFB-Pokalspiel gegen die SpVgg Unterhaching sein Comeback. In der Bundesliga kam er in der Spielzeit auf 20 Einsätze und erreichte mit seinem Team den Klassenerhalt.
Anfang Mai 2016 aktivierte Leverkusen die in da Costas Vertrag verankerte Rückkaufoption und verpflichtete den Spieler zu Beginn der Saison 2016/17. Sein Comeback in der Mannschaft gab er am 3. Dezember 2016 in der Ligapartie gegen den SC Freiburg mit einer Einwechslung zur Halbzeit für Benjamin Henrichs. Da Costa konnte sich den in Ingolstadt erreichten Stammplatz bei Bayer Leverkusen nicht erarbeiten. Er stand in 17 von 44 möglichen Pflichtspielen im Kader und kam in 4 Spielen (3 in der Bundesliga, eines in der Champions League) zum Einsatz, davon in einem in der Anfangsformation. Im letzten Ligaspiel der Saison gegen Hertha BSC beteiligte er sich mit einer Torvorlage am 6:2-Sieg seiner Mannschaft.

#### 2017–2019: Durchbruch und Pokalsieg in Frankfurt
Zur Saison 2017/18 wechselte da Costa zum Ligakonkurrenten Eintracht Frankfurt und unterschrieb einen bis zum 30. Juni 2021 gültigen Vertrag. Nachdem er an den ersten beiden Bundesliga-Spieltagen jeweils zu einem Kurzeinsatz gekommen war, zog er sich Mitte September 2017 im Training einen Sehnenanriss im rechten hinteren Oberschenkel zu, der ihn zu einer dreimonatigen Pause zwang. Bei seinem Comeback am 20. Dezember 2017 bereitete er den 2:1-Siegtreffer im Achtelfinale des DFB-Pokals gegen den 1. FC Heidenheim vor. Auch im Anschluss machte da Costa mit guten Leistungen auf sich aufmerksam und avancierte im Februar 2018 zum Stammspieler unter Trainer Niko Kovač. Am 3. März 2018 erzielte da Costa beim 1:0-Heimsieg gegen Hannover 96 seinen ersten Bundesligatreffer. Im Mai 2018 stand er mit der Eintracht im DFB-Pokalfinale gegen den FC Bayern München. Da Costa bereitete mit einem langen Ball die 2:1-Führung durch Ante Rebić vor und verhalf seiner Mannschaft damit zum 3:1-Sieg und zum ersten Titelgewinn seit 30 Jahren.

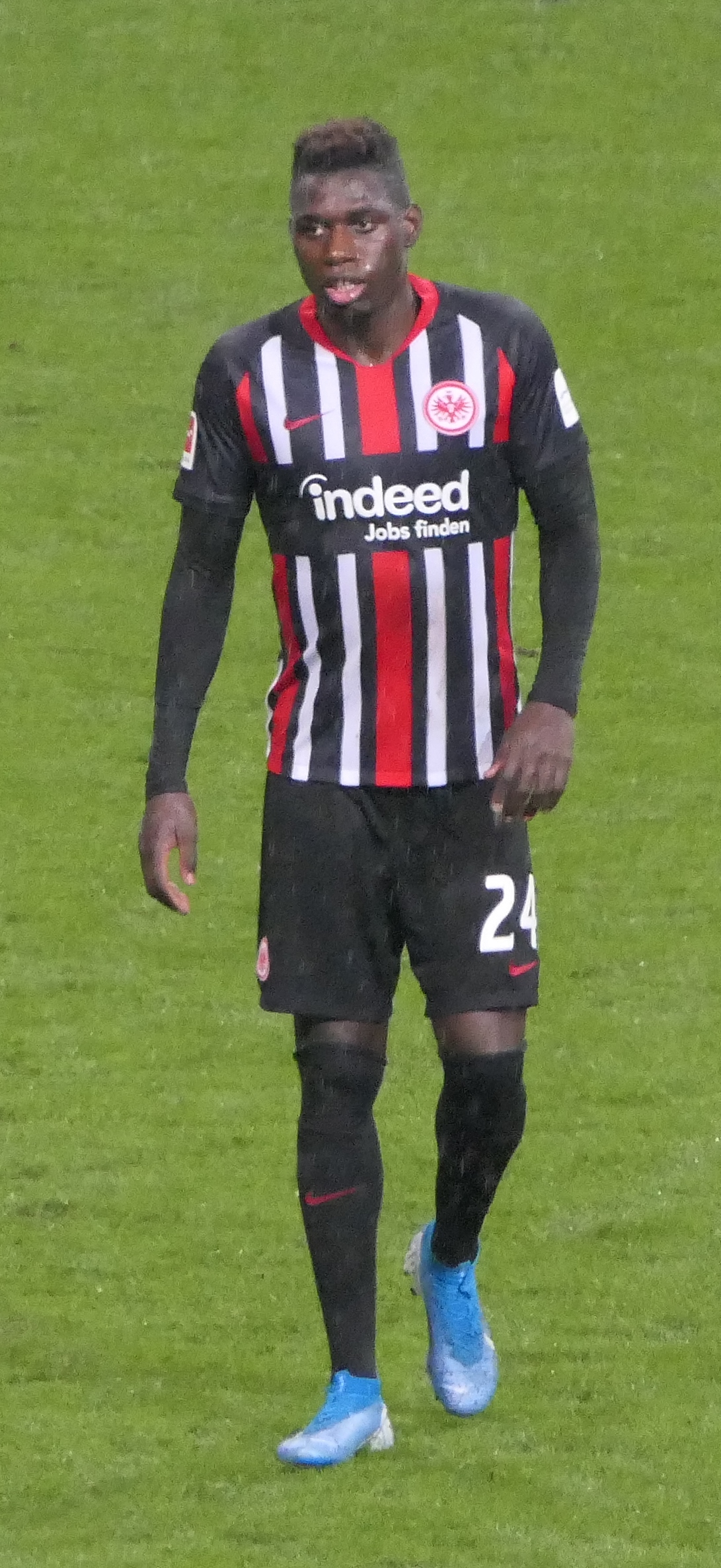
Danny da Costa im Oktober 2019

Durch den Pokalerfolg qualifizierte er sich mit seiner Mannschaft für die Gruppenphase der Europa League, in der da Costa vom neuen Trainer Adi Hütter in jedem Spiel von Beginn an aufgeboten wurde und sich mit seiner Mannschaft als Gruppensieger einen Platz im Sechzehntelfinale sicherte. Im zweiten Gruppenspiel, dem 4:1-Heimsieg gegen Lazio Rom am 4. Oktober 2018, erzielte er erstmals in seiner Profikarriere zwei Tore in einem Spiel. Die Mannschaft drang nach Siegen gegen Schachtar Donezk, Inter Mailand und Benfica Lissabon bis ins Halbfinale vor und scheiterte dort im Elfmeterschießen am FC Chelsea. Auch in der Bundesliga verpasste da Costa in der Spielzeit 2018/19 kein Spiel und stand nur zweimal nicht über die volle Spielzeit auf dem Feld. Im Dezember 2018 verlängerte da Costa seinen Vertrag in Frankfurt vorzeitig um ein Jahr bis 2022. Im Januar 2019 wurde er vom kicker-Sportmagazin in ihrer halbjährig erscheinenden Rangliste des deutschen Fußballs als Internationale Klasse eingestuft.

#### 2019–2022: Reservist und Europa-League-Sieg bei der Eintracht
In der Spielzeit 2019/20 verlor da Costa seinen Stammplatz an Almamy Touré und kam, insbesondere nach einer Systemumstellung zum Jahresbeginn 2020, vermehrt lediglich als Einwechselspieler zum Einsatz. Auch in der Hinrunde der Spielzeit 2020/21 kam da Costa, der mit Frankfurts Trainer Hütter in einem schwierigen Verhältnis stand, nur zu sechs Einsätzen, davon lediglich einmal in der Startelf.
Nach der Hinrunde Spielzeit 2020/21, die aufgrund des späten Saisonstarts erst im Januar 2021 beendet worden war, wechselte da Costa auf Leihbasis bis Saisonende zum abstiegsbedrohten Ligakonkurrenten 1. FSV Mainz 05. Dort verpasste er in der Rückrunde nur ein Pflichtspiel und hielt mit den Mainzern die Klasse. Anschließend kehrte er nach Frankfurt zurück. Nachdem er in der Saison 2021/22 auch unter dem neuen Trainer Oliver Glasner nur selten zu Pflichtspieleinsätzen gekommen war, wurde sein zum Saisonende auslaufender Vertrag bei der Eintracht nicht verlängert. Insgesamt absolvierte er in seiner letzten Spielzeit bei der Eintracht wettbewerbsübergreifend 14 Spiele und gewann mit der Mannschaft am 18. Mai 2022 das Finale der Europa League gegen die Glasgow Rangers.

#### Ab 2022: Wechsel nach Mainz
Zur Saison 2022/23 kehrte er ablösefrei zu Mainz 05 zurück und erhielt dort einen bis 2025 laufenden Vertrag.

### Nationalmannschaft
Da Costa durchlief von der U17-Nationalmannschaft an alle Jugendauswahlmannschaften des DFB. Insgesamt wurde er bis zur U21 in 33 Spielen eingesetzt, in denen er 2 Treffer erzielte.

## Erfolge
FC Ingolstadt 04
- Deutscher Zweitliga-Meister: 2015

Eintracht Frankfurt
- DFB-Pokal-Sieger: 2018
- Europa-League-Sieger: 2022

Persönliche Auszeichnungen
- Einstufung als Internationale Klasse in der Rangliste des deutschen Fußballs: Winter 2018/19

## Persönliches
Da Costa ist der Sohn eines Angolaners und einer Kongolesin. Er besitzt außer der deutschen zusätzlich die angolanische Staatsbürgerschaft. Er lebte mit seiner Familie während seiner Leverkusener Zeit im Stadtteil Opladen und besuchte bis zu seinem Abitur im Sommer 2012 das auf Sportförderung spezialisierte Landrat-Lucas-Gymnasium.
Am 18. August 2013 beleidigten Zuschauer da Costa beim Zweitligaspiel gegen den TSV 1860 München rassistisch. Das Spiel wurde für eine Durchsage des Stadionsprechers unterbrochen. Der Kontrollausschuss des DFB nahm Ermittlungen auf. Der Vorfall machte überregional Schlagzeilen, nachdem da Costas Teamkollege Ralph Gunesch sich auf seinem Facebook-Profil dazu geäußert und den für die Beleidigungen Verantwortlichen einen „IQ knapp über dem eines verbrannten Toastbrotes“ bescheinigt hatte. Der TSV 1860 München entschuldigte sich daraufhin bei da Costa.
Da Costa ist seit Ende Juli 2020 verheiratet. Seine Ehefrau ist die Tochter des früheren Frankfurter Nationalspielers Uwe Bein. Das Paar wurde im April 2021 Eltern eines Kindes.

## Trivia
Am 8. November 2018 führte da Costa nach dem Auswärtsspiel gegen Apollon Limassol (3:2) ein Selbstinterview, bei dem er sowohl die Fragen als auch die Antworten gab. Das Interview wurde in den sozialen Medien innerhalb kürzester Zeit viral. Dafür wurde er später mit dem Comedypreis von Wumms, einem Sportsatire-Format des öffentlich-rechtlichen Senders funk, ausgezeichnet.
Da Costa leidet unter einer Rasenallergie und spielt daher immer mit langen Ärmeln.